# Dick Hantak
Dick Hantak (* 3. Oktober 1938 in St. Louis, Missouri) ist ein ehemaliger US-amerikanischer Schiedsrichter im American Football, der von der Saison 1978 bis 2003 in der NFL tätig war. Er war Schiedsrichter des Super Bowls XXVII und trug die Uniform mit der Nummer 105, außer in den Spielzeiten zwischen 1979 und 1981, in denen er eine andere Nummer zugewiesen bekam.

## Karriere

### College Football
Vor dem Einstieg in die NFL arbeitete er als Schiedsrichter im College Football in der Big Eight Conference.

### National Football League
Hantak begann im Jahr 1978 seine NFL-Laufbahn als Back Judge. Zur NFL-Saison 1986 wurde er zum Hauptschiedsrichter ernannt.
Er war insgesamt bei zwei Super Bowls als Offizieller im Einsatz: Beim Super Bowl XVII im Jahr 1983 war er Back Judge der Crew unter der Leitung von Hauptschiedsrichter Jerry Markbreit, den Super Bowl XXVII leitete er als Hauptschiedsrichter.
Nachdem Bob McElwee und er nach der Saison 2003 ihre Rücktritt gekannt gegeben hatten, wurden Pete Morelli und Walt Anderson zum Hauptschiedsrichter befördert.